# Elton (Derbyshire)
Pour les articles homonymes, voir Elton.
Elton est une paroisse civile et un village du Derbyshire, en Angleterre.